# Pierre Bois (médecin)
Pour les articles homonymes, voir Bois (patronyme) et Pierre Bois.
Pierre Bois est un médecin et professeur québécois né le 22 mars 1924 à Oka et mort le 30 septembre 2011 à Montréal.

## Biographie
Pierre Bois obtient son B.A. de l'Université Laval en 1948 puis son M.D. de l'Université de Montréal en 1953 avant d'entreprendre des travaux de recherches qui le menèrent au Ph.D. en 1957. Après un stage post-doctoral sur la dystrophie musculaire, il devient Professeur titulaire d'histologie et d'embryologie à l'Université d'Ottawa puis directeur du département de pharmacologie de l'Université de Montréal en 1964. Entre 1970 et 1981, il occupe le poste de doyen de la Faculté de médecine de l'Université de Montréal pour ensuite occuper la présidence du Conseil de recherches médicales du Canada entre 1981 et 1991,.

## Honneurs
- 1988 : Prix Duncan-Graham
- 1988 :  Chevalier de l'ordre national du Mérite
- 1994 :  Officier de l'Ordre du Canada[4]
- 1996 :  Officier de l'Ordre national du Québec[5]
- Membre de la Société royale du Canada